# Guestwick
Guestwick är en ort och civil parish i Storbritannien.   Den ligger i grevskapet Norfolk och riksdelen England, i den sydöstra delen av landet, 160 km nordost om huvudstaden London. Guestwick ligger 62 meter över havet och antalet invånare är 135.
Terrängen runt Guestwick är platt. Runt Guestwick är det ganska tätbefolkat, med 222 invånare per kvadratkilometer. Närmaste större samhälle är East Dereham, 15,4 km sydväst om Guestwick. Trakten runt Guestwick består till största delen av jordbruksmark.